# Keem Saulnier Martinez
Keem Saulnier Martinez est un danseur français qui étudie la danse au Conservatoire national de danse d'Avignon dont il intègre le ballet junior et où il suit une formation professionnelle en danse classique, moderne et contemporaine. Quelques années plus tard il danse dans plusieurs spectacles musicaux dont la comédie musicale Gladiateur, avant de rejoindre la Cie Pál Frenak à Budapest.
Il découvre la pole dance en 2006 et se lance dans la compétition. Il remporte le titre de champion de France en 2009 et 2014, remporte le titre de Mister Pole Fitness UK en 2010 et sera sacré champion du monde deux années de suite en 2012 et 2013.